# Argentat-sur-Dordogne
Argentat-sur-Dordogne é uma comuna francesa na região administrativa da Nova Aquitânia, no departamento de Corrèze. Estende-se por uma área de 29.57 km². Em 2010 a comuna tinha 3 074 habitantes (densidade: 104 hab./km²).
Foi criada em 1 de janeiro de 2017, a partir da fusão das antigas comunas de Argentat (sede da comuna) e Saint-Bazile-de-la-Roche.